# Bornholm-amulet

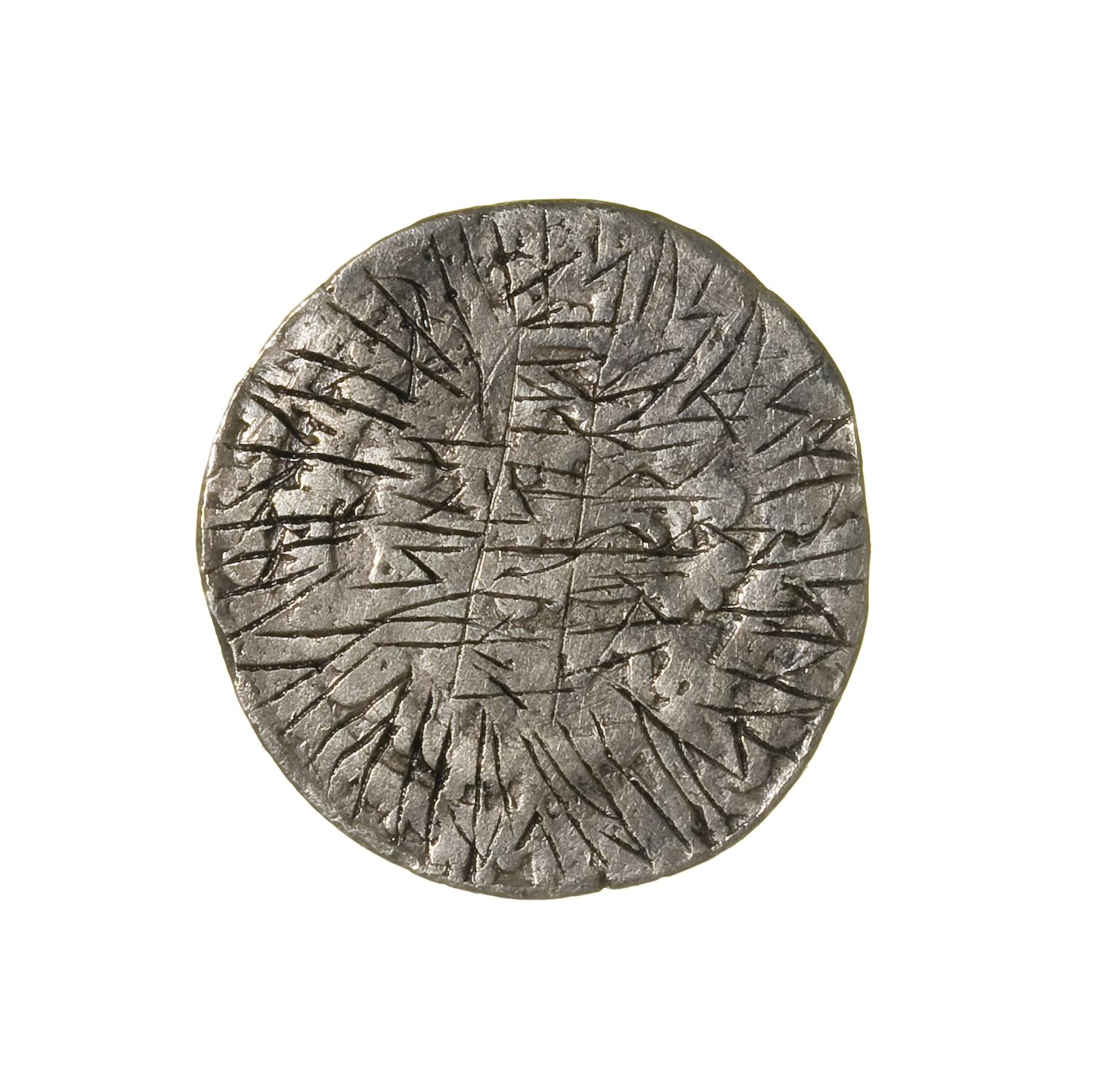
Bornholm-amulet

Das Bornholm-amulet ist das erste von 17 Runen-Amuletten aus der Wikingerzeit, die auf der dänischen Insel Bornholm gefunden wurden. Der Fundort ist unbekannt. Das Amulett wurde 1821 an das dänische Nationalmuseum mit dem Hinweis übergeben, dass das Stück etwa 1770 auf Bornholm gefunden wurde.

## Beschreibung
Während die übrigen Amulette aus dünnen Blei- oder (seltener) Silber- oder Kupferblechen hergestellt und häufig so gefaltet wurden, dass die Inschrift unleserlich wurde, war das sogenannte Bornholm-amulet ursprünglich eine arabische Silbermünze mit einem Durchmesser von 2,5 cm, auf die sekundär ein lateinischer Text mittels Runen aufgebracht wurde. Im Bereich der gravierten Runeninschrift ist eine stark abgegriffene arabische Inschrift (Kufi) noch erkennbar. Als Datierung für die sehr abgenutzte Münze galt zunächst die Zeit zwischen 907 und 913. 1965 wurde dies auf zwischen 885 und 896 revidiert.
Die Inschrift, die möglicherweise im späten 11. Jahrhundert, also in der späten Wikingerzeit, angebracht wurde, gilt als das älteste Beispiel des sogenannten „Runenlateins“ in Dänemark. Die Höhe der sehr ungleichmäßig ausgeführten Runen beträgt 0,3–0,8 cm.
Der Runentext  lautet:
- Avers: e(i) (e)asusus kristus= =fil=uis t(e)i fifi inomina b|atris eþ fil|ius ins eþ sb=iritu|s (= Jesus Christus, Sohn des lebendigen Gottes. Im Namen des Vaters, des Sohnes … und des Geistes)
- Revers: k=rist=us (b)i | bius=ank=uis fifiþ | fit=am itirn=a|m k=ustotaþit (= Christus … das gnädige Blut lebt, möge es das ewige Leben bewahren).

Es handelt sich dabei um eine lautgetreue Wiedergabe lateinischer Gebetstexte, denen eine magische Funktion zugesprochen wurde.